# Moshimoshi Harajuku
Moshi Moshi Harajuku (en japonés: もしもし原宿) fue el primer EP y registro musical debut de Kyary Pamyu Pamyu. Todas las canciones fueron producidas por Nakata Yasutaka De la Banda Capsule . El miniálbum salió en dos ediciones: una edición limitada con un álbum de fotos y una edición regular. Se incluyó el sencillo digital "PONPONPON", Publicado el 20 de julio de 2011. "Jelly" fue lanzado como otro sencillo en el miniálbum, publicado el 3 de agosto de 2011, es un cover de la canción "Jelly" por la banda Capsule.

## Lista de canciones
1. Kyary no March (きゃりーのマーチ)
2. Cherry Bonbon (チェリーボンボン)
3. PONPONPON
4. Choudo Ii no (ちょうどいいの)
5. Ping Pong ga Nannai (ピンポンがなんない)
6. Jelly
7. PONPONPON (Mix Extendido) (Canción Bonus en iTunes)